# Juz (administració)
El mot àrab juz (de l'àrab جزء, juzʾ, lit. ‘part’; pl. ajzà, أجزاء, ajzāʾ) fou emprat per denominar les divisions administratives o districtes en què s'organitzava una cora. Als països àrabs de l'Orient pròxim els juz eren terres comunals i lliures d'impostos.

## Elsajzàde Mallorca
A l'Àndalus hi ha referències de la seva existència al s. X, però al s. XIII només són citats a Mallorca. Les seves característiques són discutides per la historiografia, que els pressuposa un caràcter comunal, administratiu, fiscal o militar o una combinació d'alguns d'ells. El més probable, però, és que en el moment de la conquesta de Mallorca ja haguessin perdut les seves característiques comunals i es tractés d'una denominació arcaica preservada pel conservadorisme lingüístic propi de les comunitats insulars. En tot cas, només es pot afirmar amb seguretat que eren unitats territorials rurals a la Mayurqa islàmica.
Des del punt de vista de la toponímia, els ajzà, majoritàriament, adopten el nom d'una alqueria important del territori, detall que els diferencia dels districtes andalusins peninsulars en els quals el nom acostuma a correspondre al d'un hisn (castell) que articula el territori.
També el nombre d'ajzà és objecte de discussió; per una part el Llibre dels fets esmenta quinze partides, mentre que el còdex aràbic-llatí del Llibre del Repartiment, en coherència amb la resta de manuscrits llatins i catalans, n'esmenta dotze:
- Ahwaz al-Madina (Palma extramurs, Marratxí, Esporles occidental, Banyalbufar, Puigpunyent, Estellencs, Andratx i Calvià). El Llibre dels fets en segregaria Andratx i Santa Ponça i la resta s'hauria de considerar part del terme de Ciutat.
- Inkan (Inca, Selva, Mancor, Campanet, Búger i sa Pobla). Inca al Llibre dels fets.
- Bullansa (Pollença i Alcúdia). Pollença al Llibre dels fets.
- Yiynaw-Bitra (Sineu, Lloret de Vistalegre, Sant Joan, Petra, Ariany i Vilafranca de Bonany). Petra al Llibre dels fets.
- Yartan (Artà, Capdepera i Son Servera). Artà al Llibre dels fets.
- Muntuy (Montuïri, Algaida i Llucmajor). Montuïri al Llibre dels fets.
- al-Yibal (Escorca). Almallutx al Llibre dels fets.
- Musuh-Bunyula (Valldemossa, Esporles oriental, Deià i Bunyola). Bunyola al Llibre dels fets.
- Manaqur (Manacor, Sant Llorenç des Cardassar, Felanitx, Santanyí, Ses Salines, Campos i Porreres). Manacor al Llibre dels fets, que a més en segrega Felanitx.
- Qanarusa (Binissalem, Lloseta, Alaró, Consell, Costitx, Sencelles, Santa Eugènia i Santa Maria del Camí). Canarossa al Llibre dels fets. El topònim perviu en el llogaret de So na Rossa.
- Muruh (Muro, Llubí, Santa Margalida i Maria de la Salut). Muro al Llibre dels fets.
- Sulyar (Sóller i Fornalutx). Sóller al Llibre dels fets.

Fora d'aquests territoris el repartiment designa Madina Mayurqa, que correspondria al districte urbà de la ciutat de Mallorca envoltat de muralles, i tal vegada la zona d'horta pròxima, i al-Buhayra (l'Albufera d'Alcúdia), que no queda clar si ja estava exclosa dels districtes en època musulmana o si ho fou durant el procés del repartiment per mor del seu tractament especial en favor de diferents magnats, en aquest cas formaria part d'Inkan, Bullansa i Muruh.